# Birobidzhansky (huyện)
Huyện Birobidzhansky (tiếng Nga: Биробиджанский райо́н) là một huyện hành chính tự quản (raion), của Tỉnh tự trị Do Thái, Nga. Huyện có diện tích 4591 km². Trung tâm của huyện đóng ở Birobidzhan.